# Pedro Gómez de la Serna y Tully
Pedro Gómez de la Serna i Tully (Maó, 21 de febrer del 1806 – Madrid, 12 de desembre del 1871) va ser un jurista i polític espanyol que va arribar a ser ministre de Governació en l'últim govern de la regència de Baldomero Espartero i ministre de Gracia i Justícia el 1854 en el regnat d'Isabel II. Entre 1869 i 1871, durant el període del Sexenni Democràtic, presidí el Tribunal Suprem d'Espanya.

## Biografia
Va estudiar Cànons i Lleis a la Universitat d'Alcalá i a la Central de Madrid. Amb vint anys guanyà la càtedra de dret romà d'Alcalá, i es mantingué en la docència des d'aquest primer moment de la seva vida fins al 1836, any en què fou nomenat Cap Polític de la Província de Guadalajara. Vinculat al Partit Progressista, amb la mort de Ferran VII i l'inici del període moderadament liberal de la regència de Maria Cristina en nom d'Isabel II es va incorporar a l'activitat política. A l'últim gabinet de la regència de Baldomero Espartero va ocupar la cartera de Governació (1843) i va ser l'impulsor de la creació de la Facultat de Jurisprudència de Madrid. En produir-se la caiguda d'Espartero el va seguir al seu exili al Regne Unit, del qual no en tornà fins al 1846 i romanent fidel a les seves idees progressistes, ara en la persona de Salustiano de Olózaga Almandoz. Després ocuparia el ministeri de Gracia i Justícia, si bé la major part de la seva activitat seria de caràcter i contingut professional.
Sense renunciar al seu ideari i després de passar en diverses ocasions pel Congrés dels Diputats i el Senat, on dugué a terme una destacada tasca en els processos de codificació legislativa, la llei d'enjudiciament civil i el dret processal, va ser President del Tribunal Suprem, on havia exercit un temps com a fiscal-cap, rector de la Universitat Central de Madrid, membre de les reials acadèmies d'Història, Jurisprudència, Ciències Morals i Polítiques i codirector de la Revista General de Legislación y Jurisprudencia.
Va morir el 12 de desembre de 1871 a Madrid.